# Hup (lied)
Hup is een lied van de Nederlandse rapper Bizzey in samenwerking met rapformatie SFB. Het werd in 2019 als single uitgebracht en stond in hetzelfde jaar als tweede track op het album Tido van Bizzey. 

## Achtergrond
Hup is geschreven door Alejandro Boberto Hak, Francis Junior Edusei, Jackie Nana Osei, Kaene Marica, Leo Roelandschap, Shafique Roman en Stephan Boers en geproduceerd door Ramiks en Shafique Roman. Het is een nummer uit het genre nederhop. Het is een lied waarin de liedvertellers zingen en rappen over een mooie vrouw en hoe die volgens hun zou moeten dansen. In de videoclip zijn de artiesten te zien terwijl ze een huis overvallen en de buit delen met daklozen. In de clip overlijdt het personage van Frenna. Direct nadat Hup is afgelopen, gaat de video door in de clip voor het lied Op de vlucht. De single heeft in Nederland de gouden status.

## Hitnoteringen
De artiesten hadden succes met het lied in de hitlijsten van Nederland. Het piekte op de tiende plaats van de Single Top 100 en stond zeventien weken in deze hitlijst. De Top 40 werd niet bereikt; het lied bleef steken op de tweede plaats van de Tipparade.